# Lal Zimman
Lal Zimman é um linguista americano que trabalha com linguística sociocultural, sociofonética, linguagem, gênero e identidade, e linguística transgênero.

## Educação
Zimman é bacharel em filosofia e mestre em inglês com especialização em linguística pela Universidade Estadual de São Francisco. Obteve seu doutorado em linguística pela Universidade do Colorado em Boulder em 2012, onde trabalhou com Kira Hall. Sua tese, Voices in Transition: Testosterone, Transmasculinity, and the Gendered Voice among Female-to-Male Transgender People (Vozes em transição: testosterona, transmasculinidade e a voz de gênero entre pessoas transgênero de mulher para homem), utilizou métodos etnográficos e sociofonéticos para explorar os efeitos da terapia hormonal nas vozes de homens trans.

## Carreira
O trabalho de Zimman tem sido influente no desenvolvimento do campo da translinguística. Ele é amplamente reconhecido por seu trabalho na reforma e ativismo da linguagem inclusiva, na relação entre o corpo, o sexo biológico e a voz, e pronomes e they singular.
Zimman é atualmente professor assistente de linguística e docente afiliado em Estudos Feministas na Universidade da Califórnia em Santa Bárbara. Ele também é editor geral da série Studies in Language, Gender, and Sexuality (Estudos em Linguagem, Gênero e Sexualidade) da Oxford University Press.
Em 2014, Zimman publicou um volume coeditado, Queer Excursions: Retheorizing Binaries in Language, Gender, and Sexuality (publicado pela Oxford University Press), que ganhou o prêmio Ruth Benedict da Associação de Antropologia Queer.
Zimman ministrou várias aulas sobre linguística sociocultural, linguagem, gênero e sexualidade e sociofonética. Foi entrevistado para programas como o podcast “The Vocal Fries”.

## Vida pessoal
Zimman foi criado na área da Baía de São Francisco. Ele é transgênero e usa os pronomes ele/dele e eles/deles.

## Publicações selecionadas
- Zimman, Lal (2019). «Trans self-identification and the language of neoliberal selfhood: Agency, power, and the limits of monologic discourse». International Journal of the Sociology of Language (2019): 147–175. doi:10.1515/ijsl-2018-2016
- Zimman, Lal (2018). «Pronouns and possibilities: Transgender language activism and reform». In:  Avineri, Netta; Conley, Robin; Graham, Laura R.; Johnson, Eric; Rosa, Jonathan. Language and Social Justice: Case Studies on Communication & the Creation of Just Societies. Nova Iorque: Routledge. pp. 176–183
- Zimman, Lal (2018). «Transgender voices: Insights on identity, embodiment, and the gender of the voice». Language and Linguistics Compass. 12 (7). doi:10.1111/lnc3.12284
- Zimman, Lal (2018). «Working with Transgender Communities». In:  Mallinson, Christine; Childs, Becky; Van Herk, Gerard. Data Collection in Sociolinguistics: Methods and Applications. Nova Iorque: Routledge. pp. 49–52
- Zimman, Lal (2014). «The discursive construction of sex: Remaking and reclaiming the gendered body in talk about genitals among trans men». In:  Zimman, Lal; Raclaw, Joshua; Davis, Jenny. Queer Excursions: Retheorizing Binaries in Language, Gender, and Sexuality. [S.l.]: Oxford University Press. pp. 13–34
- Davis, Jenny; Zimman, Lal; Raclaw, Joshua (2014). «Opposites attract: Retheorizing binaries in language, gender, and sexuality». In:  Zimman, Lal; Davis, Jenny; Raclaw, Joshua. Queer Excursions: Retheorizing Binaries in Language, Gender, and Sexuality. [S.l.]: Oxford University Press. pp. 1–12
- Edelman, Elijah; Zimman, Lal (2014).  Pfeffer, Carla A., ed. «Boycunts and bonus holes: Discourse about transmasculine bodies and the sexual productivity of genitals». Journal of Homosexuality. 61 (5: Special issue on Trans Sexualities): 673–690. PMID 24294971. doi:10.1080/00918369.2014.870438
- Zimman, Lal (2013). «Hegemonic masculinity and the variability of gay-sounding speech: The perceived sexuality of transgender men». Journal of Language & Sexuality. 2 (1): 1–39. doi:10.1075/jls.2.1.01zim
- Zimman, Lal; Hall, Kira (2009). «Language, embodiment, and the 'third sex'». In:  Watt, Dominic; Llamas, Carmen. Language and Identities. Edimburgo: Edinburgh University Press. pp. 166–178
- Zimman, Lal (2009). «'The other kind of coming out': Transgender people and the coming out narrative genre». Gender and Language. 3 (1): 53–80. doi:10.1558/genl.v3i1.53